# Sybra sibuyana
Sybra sibuyana es una especie de escarabajo del género Sybra, familia Cerambycidae. Fue descrita científicamente por Aurivillius en 1927.
Habita en Filipinas. Esta especie mide 7-11 mm.